# Short track ai XX Giochi olimpici invernali - 1500 m maschile
La gara dei 1500 m maschile di short track dei XX Giochi olimpici invernali si è disputata il 12 febbraio 2006 al Palazzo a Vela di Torino.

## Risultati

### Batterie

#### Batterie 1
| Class | Nome               | Nazione       | Tempo    | Note |
| ----- | ------------------ | ------------- | -------- | ---- |
| 1     | Mathieu Turcotte   | Canada        | 2:23.402 | Q    |
| 2     | Pieter Gysel       | Belgio        | 2:23.411 | Q    |
| 3     | Jon Eley           | Gran Bretagna | 2:23.887 | Q    |
| 4     | Maxime Châtaignier | Francia       | 2:23.966 |      |
| 5     | Dariusz Kulesza    | Polonia       | 2:24.118 |      |

#### Batterie 2
| Class | Nome                 | Nazione       | Tempo    | Note |
| ----- | -------------------- | ------------- | -------- | ---- |
| 1     | Lee Ho-Suk           | Corea del Sud | 2:31.511 | Q    |
| 2     | Satoru Terao         | Giappone      | 2:31.903 | Q    |
| 3     | Vyacheslav Kurginyan | Russia        | 2:33.802 | Q    |
|       | Wim de Deyne         | Belgio        | DQ       |      |

#### Batterie 3
| Class | Nome            | Nazione     | Tempo     | Note |
| ----- | --------------- | ----------- | --------- | ---- |
| 1     | Li Ye           | Cina        | 2:27.622  | Q    |
| 2     | Cees Juffermans | Paesi Bassi | 12:27.696 | Q    |
| 3     | Fabio Carta     | Italia      | 2:27.799  | Q    |
| 4     | Mark McNee      | Australia   | 2:29.356  |      |
| 5     | Mikhail Rajine  | Russia      | 2:33.809  |      |

#### Batterie 4
| Class | Nome            | Nazione       | Tempo    | Note |
| ----- | --------------- | ------------- | -------- | ---- |
| 1     | Ahn Hyun-Soo    | Corea del Sud | 2:29.808 | Q    |
| 2     | Nicola Rodigari | Italia        | 2:29.885 | Q    |
| 3     | Peter Darazs    | Ungheria      | 2:30.281 | Q    |
| 4     | Sebastian Praus | Germania      | 2:30.292 |      |

#### Batterie 5
| Class | Nome            | Nazione     | Tempo    | Note |
| ----- | --------------- | ----------- | -------- | ---- |
| 1     | Charles Hamelin | Canada      | 2:19.469 | Q    |
| 2     | Li Jiajun       | Cina        | 2:19.631 | Q    |
| 3     | Alex Izykowski  | Stati Uniti | 2:19.731 | Q    |
| 4     | Tyson Heung     | Germania    | 2:20.075 |      |

#### Batterie 6
| Class | Nome             | Nazione     | Tempo    | Note |
| ----- | ---------------- | ----------- | -------- | ---- |
| 1     | Apolo Anton Ohno | Stati Uniti | 2:23.668 | Q    |
| 2     | Niels Kerstholt  | Paesi Bassi | 2:23.854 | Q    |
| 3     | Viktor Knoch     | Ungheria    | 2:23.876 | Q    |
| 4     | Hayato Sueyoshi  | Giappone    | 2:25.280 |      |
|       | Matus Uzak       | Slovacchia  | DQ       |      |

### Semifinali

#### Semifinale 1
| Class | Nome                 | Nazione       | Tempo    | Note |
| ----- | -------------------- | ------------- | -------- | ---- |
| 1     | Charles Hamelin      | Canada        | 2:20.854 | QA   |
| 2     | Lee Ho-Suk           | Corea del Sud | 2:20.901 | QA   |
| 3     | Niels Kerstholt      | Paesi Bassi   | 2:21.748 | QB   |
| 4     | Satoru Terao         | Giappone      | 2:21.774 | QB   |
| 5     | Jon Eley             | Gran Bretagna | 2:21.862 |      |
| 6     | Vyacheslav Kurginyan | Russia        | 2:24.604 |      |

#### Semifinale 2
| Class | Nome             | Nazione       | Tempo    | Note |
| ----- | ---------------- | ------------- | -------- | ---- |
| 1     | Ahn Hyun-Soo     | Corea del Sud | 2:17.718 | QA   |
| 2     | Li Jiajun        | Cina          | 2:17.836 | QA   |
| 3     | Mathieu Turcotte | Canada        | 2:18.280 | QB   |
| 4     | Peter Darazs     | Ungheria      | 2:18.348 | QB   |
| 5     | Alex Izykowski   | Stati Uniti   | 2:18.610 |      |
| 6     | Nicola Rodigari  | Italia        | 2:18.615 |      |

#### Semifinale 3
| Class | Nome             | Nazione     | Tempo    | Note |
| ----- | ---------------- | ----------- | -------- | ---- |
| 1     | Li Ye            | Cina        | 2:19.386 | QA   |
| 2     | Viktor Knoch     | Ungheria    | 2:19.600 | QA   |
| 3     | Fabio Carta      | Italia      | 2:19.724 | QB   |
| 4     | Apolo Anton Ohno | Stati Uniti | 2:20.346 | QB   |
|       | Cees Juffermans  | Paesi Bassi | DNF      |      |
|       | Pieter Gysel     | Belgio      | DQ       |      |

### Finali

#### Finale A
| Class | Nome            | Nazione       | Tempo    | Note |
| ----- | --------------- | ------------- | -------- | ---- |
|       | Ahn Hyun-Soo    | Corea del Sud | 2:25.341 |      |
|       | Lee Ho-Suk      | Corea del Sud | 2:25.600 |      |
|       | Li Jiajun       | Cina          | 2:26.005 |      |
| 4     | Charles Hamelin | Canada        | 2:26.375 |      |
| 5     | Viktor Knoch    | Ungheria      | 2:26.806 |      |
|       | Li Ye           | Cina          | DQ       |      |

#### Finale B
| Class | Nome             | Nazione     | Tempo    | Note |
| ----- | ---------------- | ----------- | -------- | ---- |
| 1     | Mathieu Turcotte | Canada      | 2:25.341 |      |
| 2     | Fabio Carta      | Italia      | 2:24.658 |      |
| 3     | Apolo Anton Ohno | Stati Uniti | 2:24.789 |      |
| 4     | Satoru Terao     | Giappone    | 2:24.875 |      |
| 5     | Niels Kerstholt  | Paesi Bassi | 2:24.962 |      |
| 6     | Peter Darazs     | Ungheria    | 2:24.969 |      |